# Senecião

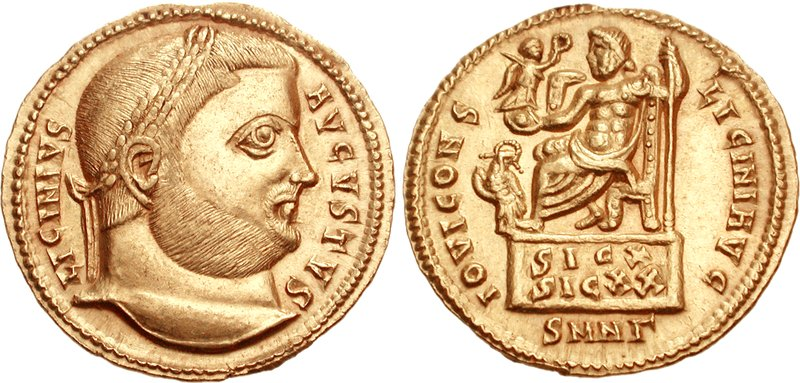
Soldo de Licínio r. emitido na Nicomédia ca. 317-318

Senecião ou Senécio (em latim: Senecio) foi um oficial militar romano do século III e IV, ativo durante o reinado dos imperadores Constantino, o Grande (r. 306–337) e Licínio (r. 308–324). Era irmão do senador Bassiano, que casar-se-ia com Anastácia, a irmã de Constantino e filha de Constâncio Cloro (r. 293–306). É incerto a qual gente Senecião e seu irmão pertenceram, mas estudos prosopográficos recentes sugerem que eles eram membros das famílias dos Anícios e Númios Albinos Seneciões.
É incerto qual função Senecião teria exercido. O historiador Charles Matson Odahl sugere que seria um "duque do limite" (dux limitis), enquanto os autores da Prosopografia do Império Romano Tardio acreditam ser possível associá-lo com um Duque da Mésia I citado em um tijolo encontrado em Viminácio (atual Kostolac, na Sérvia) ou o duque de Nórica mencionado em uma inscrição de Bedaio (atual Seebruque, na Alemanha) que celebra uma vitória militar de 27 de junho de 310. Seja como for, sabe-se com certeza que em 314 ou 316, Senecião convenceu seu irmão a assassinar seu cunhado, mas o plano foi descoberto e Bassiano foi preso e executado.